# シモノフPTRS1941
シモノフPTRS1941（ロシア語: ПТРС1941）は、1941年にソビエト連邦が採用したセミオートマチック式対戦車ライフルである。
「PTRS1941」とは「Protivotankovoye samozaryadnoye ruzh'yo obr. 1941 g. sistemy Simonova（Противотанковое самозарядное ружьё обр. 1941 г. системы Симонова」の略で、「シモノフ式自動装填型対戦車銃1941年型」という意味である。
なお、ソビエト軍公式装備としては「PTRS1941（ПТРС1941）」もしくは「PTRS（ПТРС）」の他に「56-В-562」というGRAUインデックス（ロシア語: ндекс ГАУ ,砲兵総局分類番号）が付けられているが、この名称で呼ばれることは少ない。

## 概要
PTRSは、ソビエト軍により個人運用歩兵用対戦車火器として開発された大口径の半自動ライフルである。
ドイツ軍では捕獲品に14.5mm Pz.B784(r)（PanzerBüchse 784(r)：14.5mm対戦車銃 784型（ロシア製）の意）の分類コード名を与えて使用した。
使用する14.5mm弾は大戦後も対空重機関銃および装甲車の搭載機関銃としてKPV 重機関銃、またその後継機関銃用に量産され、21世紀に至るも現役で使用されている。PTRSの機構には設計者のセルゲイ・シモノフが以前に設計したシモノフM1936半自動小銃の経験が生かされており、この後にシモノフが手がけたSKSカービンの設計の基礎の一つともなっている。本銃はソビエトにおける自動小銃の本流の一つであり、第2次世界大戦後のソビエト製自動小銃の基礎の一つといえる。
前線部隊から引き揚げられた後も各国で予備兵器として保管され、2010年代に発生したクリミア・ウクライナの紛争ではPTRD1941と共に民兵組織が使用している例が確認されている。
ソビエト軍の他、第二次大戦後はソビエトの同盟国にも供給され、朝鮮戦争などで陣地攻撃などに使用されており、民間に払い下げられたものを所有しているコレクターが存在している。日本においては国連軍が鹵獲したものが陸上自衛隊旭川駐屯地他の資料室において展示されているほか、専門店がコレクション用に無可動化して販売した例もあり、日本においても実物を所有しているコレクターが存在している。

## 開発・生産
1930年代、赤軍では同時期の他国と同様に、個人もしくは少人数で運用できる対戦車兵器として対戦車ライフルの開発を進めた。しかし、口径および使用弾薬を始めとしてその方向性がなかなか定まらず、10種類を超えるものが試作されて検討されたものの、軍の期待する「大威力で動作が確実、かつ可能なかぎり軽量なもの」という点が満たせるものが開発できず、制式採用されたものはなく、本格生産と大規模な部隊配備は行われていなかった。
1938年11月9日にGAU（砲兵管理局）より出された新たな「軽対戦車火器」に対する要求」に基づき、暫定的なものとしてドイツのマウザー　M1918を12.7x108mm弾仕様に変更し、いくつかの点に改良を加えたたショロホフ対戦車ライフルが開発され、更に使用弾薬として最終的に14.5x114mm弾が選定され、上記の試作開発の実績に基いて、5連発半自動式のルカヴィシュニコフ PTR-39が開発され、1939年10月に制式採用されたが、PTR-39は機械的信頼性が低い上、「我が国の戦車と同等、もしくはそれ以上の装甲を持つ戦車を列国が開発しているであろうことを考慮すると威力不足である」として1940年8月には制式採用は取り消され、わずか30丁が生産されたのみに終わった。
このように、赤軍内では対戦車ライフルに対してその有効性に疑問が持たれていたが、1941年、ドイツ軍の侵攻により「大祖国戦争」（独ソ戦および第二次世界大戦のソビエト呼称）が勃発すると、急遽対戦車ライフルの大量装備が決定され、「可能なかぎり迅速な実用化と量産」が命じられた。当初はドイツ軍より鹵獲したPzB39対戦車ライフルを使用弾薬の7.92x94 Patr.318弾と共にフルコピーすることが計画され、少数の試作生産も行われたが、最終的には赤軍内での開発計画の実績を基に、セルゲイ・シモノフの設計したガス圧作動方式連発自動式の本銃とボルトアクション方式単発手動式のデグチャレフPTRD1941の2種類が選定されて採用された。基本的な設計が既に固まっていたこともあり、PTRS、PTRD共に開発命令より試作1号銃の製作まで22日間という短期間で開発され、1941年8月29日に制式採用された。
連発自動式と単発手動式のものが並行して採用されたのは、連発自動式は試作の段階で問題を発生させるものが多かったために、連発自動式のみを開発・生産していると情勢に間に合わない、という判断がなされたためである。PTRDも本来は連発式となる予定であったが、装弾・排莢機構に発生する問題を早急に解決できないと判断されたことから、連装式の装弾部を廃した単発式となった。
PTRS、PTRD共に制式採用後即座に生産に入ることが指令されたが、PTRSはガス圧利用式の半自動銃という機構の複雑さから、同時に採用されたPTRDに対して生産性とコストで大きく劣り、1941年11月に生産が開始されたものの、1941年内に生産されたものは77丁に過ぎず、更に主力製造工場が東方に疎開したために生産ラインの構築が遅れ、大量生産体制が整ったのは1942年も半ばに入ってからで、十分な数が前線部隊に供給されたのは1943年以降であった。
1942年には63,308丁が生産されたが、1943年には既に対戦車兵器としては威力不足であることが認識され、生産体制を縮小する命令が下された。1945年の戦争終結までの総生産数は、190,615丁である。

## 運用
PTRSは1941年に生産が開始されたが、PTRDより生産が遅れていたこともあり、1941年内には部隊運用がされていない（少数ながらモスクワ攻防戦他で試験的に運用されたとする資料もある）。更に、極初期の生産分には製造を急いだためか作動に問題があるものが多く、実戦で使用すると装弾不良や排莢不良といった問題点が発生し、製造工程の見直しや製造されたものの再検査等が重なって、本格的な部隊運用が始まったのはPTRDに遅れること1年近く経過した1942年の後半のことで、PTRDと並んで前線部隊に行き渡ったのは1943年のクルスクの戦い以降である。
初速約1,010m/s前後で発射される14.5mm弾は、有効射程の100mからIII号戦車・IV号戦車の30mm側面下部装甲や後面を貫通し、また、防弾ガラス製の覗き窓も簡単に破壊して乗員を死傷させた。このため、ドイツ軍はシュルツェンという装甲スカートで対抗した。ティーガー・パンターなど、より重装甲の新型戦車が登場すると直接撃破するのが困難となったが、有効な対戦車ロケット弾の開発が遅れたため、引き続き大量生産・使用された。この際はペリスコープ・砲身・起動輪・ハッチの基部や隙間・キャタピラといった部位を狙い戦闘力や機動力を減じる用途に使われており、ソ連赤軍の戦車攻撃のマニュアルにも、絵付きで攻撃部位が示されている。対車両用途の他、ハッチから身を乗り出して周囲を確認する戦車長を狙撃するのにも使われた。
単発式のPTRDと共に、対空射撃に用いられることもあり、急降下爆撃を行ってくる敵機に対してはそれなりの損害を与えたという記述が残されている。ベトナム戦争では中国経由の中古品がヘリコプターなどに対する狙撃に使われることがあった。
射撃自体は兵士1名で可能だが、戦場においては射撃手と観測手兼弾薬手（射手の近距離援護も担当した）の2人による行動が基本とされ、これを5組で1班とした。予備弾は5発一組のクリップを標準で6個携行し、状況に応じて予備弾20発収納の木製もしくは金属製の弾薬箱、または20発収納の布製のポーチ（クリップ1個を同梱する）を携行した。

## 構成
全長2m・重量約21kgの本銃は、ガス圧利用・ショートストロークピストン方式の大口径自動小銃である。使用弾薬は14.5x114mm、装弾はクリップ方式で、引き金の前方、機関部下方に張り出したカバーを後方にある固定レバーを引くことによりロックを解除して前方に開き、クリップを上方に装弾してカバーを閉じ、機関部右側上部にあるコッキングレバーを後方に引けば射撃準備完了となる。安全装置は機関部右側下部にあり、下回りで後方に180度回転させることにより安全位置となる。
長大な銃身は運搬時には機関部より分離して銃全体を二分割することが可能である。ガスピストン及びガスチューブは銃身上方にあり、ガスピストンにはレギュレータが備えられ、弾薬の種類や銃の状態に合わせて3段階に調節することができた。
本銃の照準器はデグチャレフPTRD1941とは異なり銃の上面にあり、照星は銃口部、大型のマズルブレーキの後方に護環付きのものが、照尺は機関部上方、排莢口の前にある。照星は左右調節が可能で、照尺の照門は最小100mから最大1,500mの範囲で100m毎に15段階に調節することができた。PTRDに比べれば精巧なものが装備されていたが、それでも遠距離での対人・対物狙撃に用いるには簡便すぎるため、狙撃銃用のライフルスコープを装着できるように改造されたものもある。

## ギャラリー

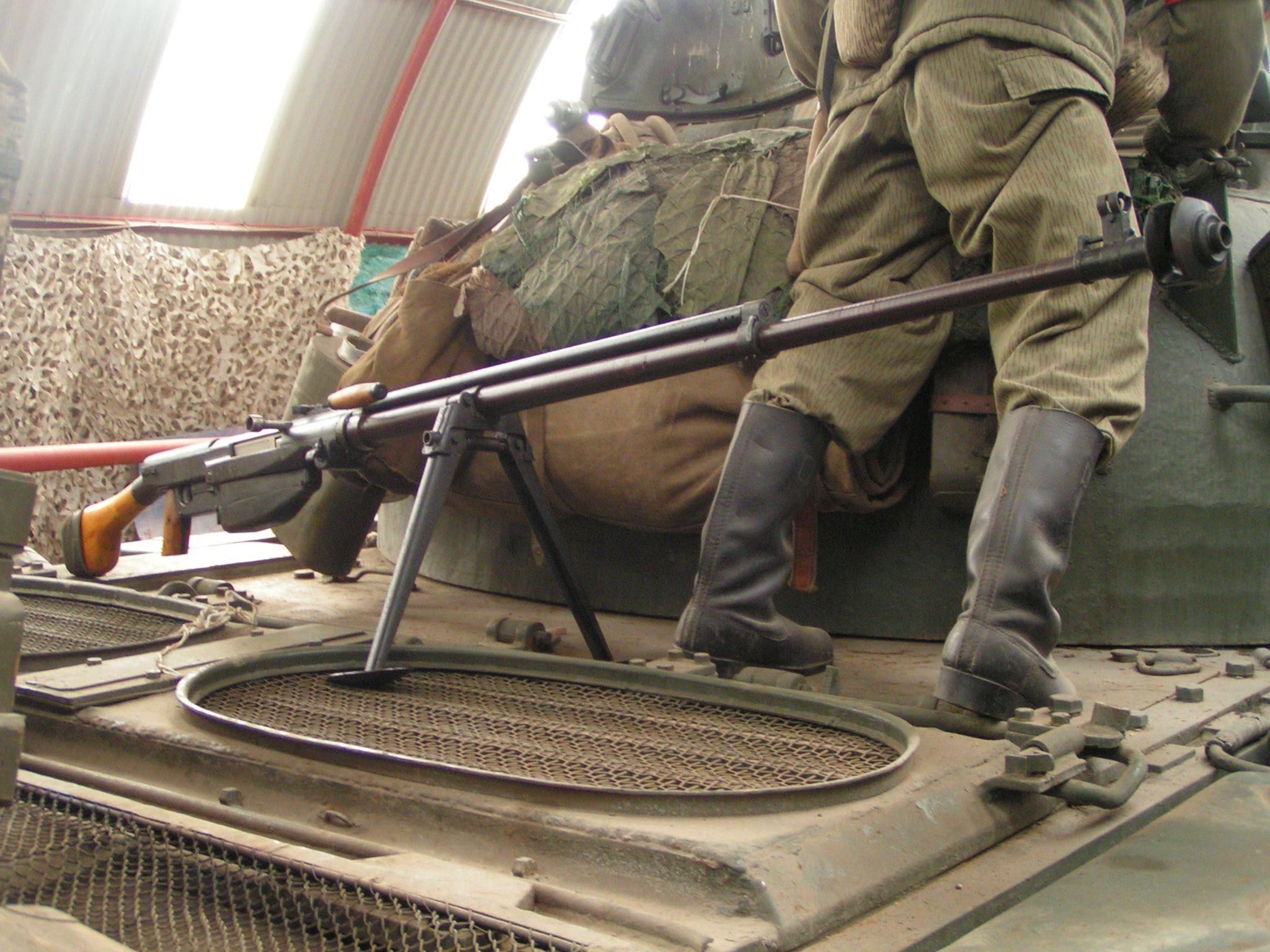
イギリス・北デヴォンにある個人所有博物館（Cobbaton Combat Collection）で展示されているPTRS
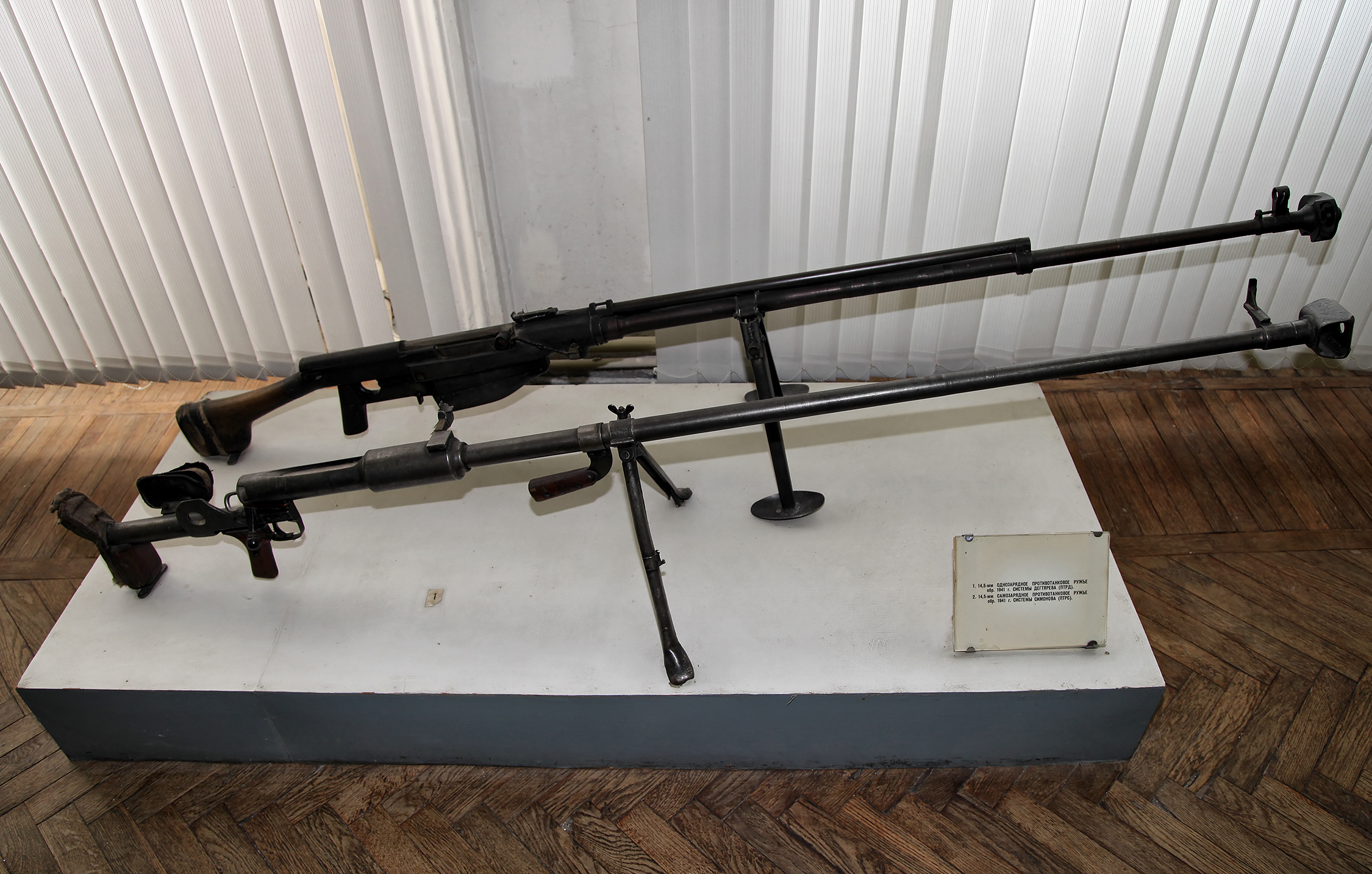
デグチャレフPTRD1941（手前）と並べて展示されるPTRS（奥）

## 登場作品

### 映画
『戦争のはらわた』
ソビエト軍兵士が使用。

### アニメ・漫画
『HELLSING』
第九次空中機動十字軍がロングバレルに改造して使用する。
『ルパン三世シリーズ』
『ルパン三世 カリオストロの城』
マグナム弾を跳ね返すボディアーマーを着込んだ敵「カゲ」に対して、最終決戦で次元大介が使用する。
『ルパン三世 sweet lost night 〜魔法のランプは悪夢の予感〜』
次元大介が、敵組織のヘリ部隊兵士が使用していたものを鹵獲して使用する。
『ルパン三世 THE FIRST』
次元大介が、アーネンエルベの所有するBV 238に使用する。

### エッセイ
『宮崎駿の雑想ノート』
「泥まみれの虎」においてソ連軍兵士がオットー・カリウスが搭乗するティーガーIに対して使用し、司令塔のペリスコープを破壊する。

### ゲーム
『Red Orchestra 2:Heroes of Stalingrad』
ソビエト・ドイツ両軍対戦車兵の主装備として登場。
『カンパニー・オブ・ヒーローズ2』
『コール オブ デューティシリーズ』
『CoD』
ミッション「パヴロフの家」にて、二脚を展開して固定されており、迫り来るドイツ軍への攻撃に使用する事が可能。
『CoD:WaW』
ソ連軍編で登場する。威力が高く、命中した敵の四肢を破壊する。

『メタルギアソリッド ピースウォーカー』
プレイヤーが使用可能な武器の1つ。兵器に対して使うより敵兵士に使った方が有効。

## 参照元
書籍
- 田中義夫：編 『ドイツ兵器名鑑 1939～45 陸上編』 （ISBN 978-4775800638） コーエー：刊 2003年　p.76

Webサイト
- Военное обозрение＞Вооружение＞Индивидуальное оружие＞Отечественные противотанковые ружья
- weaponland.ru - Противотанковое ружье Симонова ПТРС
- Противотанковое ружье Симонова ПТРС — история создания и основные ТТХ
- Modern Firearms＞Anti-tank rifles＞Degtyarov PTRS anti-tank rifle (USSR)
- 古式銃 無可動実銃専門店 シカゴレジメンタルス - Chicago Blog
  - 2014.06.06 Friday「スッキリ細身のスゴイやつ」
  - 2012.02.13 Monday「PTRSの・・・カカキーンコーン！」
  - 2011.07.30 Saturday「意外にも普通…? のレティクル」